# Gigantactis vanhoeffeni
Gigantactis vanhoeffeni es una especie de pez del género Gigantactis, familia Gigantactinidae, orden Lophiiformes. Fue descrita científicamente por Brauer en 1902.
Especie inofensiva para el ser humano. Puede alcanzar los 5300 metros de profundidad.

## Descripción
Su longitud total es de 62,0 centímetros.

## Distribución
Se distribuye por todos los océanos.